# ژان کارنیچنیک
ژان کارنیچنیک (انگلیسی: Žan Karničnik؛ زادهٔ ۱۸ سپتامبر ۱۹۹۴) بازیکن فوتبال اهل اسلوونی است.
از باشگاه‌هایی که در آن بازی کرده‌است می‌توان به باشگاه فوتبال لودوگورتس رازگراد اشاره کرد.
وی همچنین در تیم ملی فوتبال اسلوونی بازی کرده‌است.